# Chris Eaton
Chris Eaton (Guildford, 27 novembre 1987) è un ex tennista britannico.

## Carriera
Ottenne il suo best ranking in singolare il 15 giugno 2009 con la 317ª posizione, mentre nel doppio divenne il 2 maggio 2011, il 147º del ranking ATP.
Specializzato nel doppio, vinse in carriera un torneo ATP Challenger Tour e 22 tornei del circuito ITF Men's Circuit. Il risultato migliore ottenuto in carriera è stato raggiunto nel Torneo di Wimbledon 2010; in quell'occasione, in coppia con il connazionale Dominic Inglot, raggiunse il terzo turno superando, tra le altre, la coppia numero uno del seeding formata dal canadese Daniel Nestor e dal serbo Nenad Zimonjić con il risultato di 7-5, 5-7, 7–6(4), 6(3)–7, 8-6. Furono poi sconfitti dalla coppia francese composta da Julien Benneteau e da Michaël Llodra.
Fece parte della squadra britannica di Coppa Davis in un'unica occasione nel 2009, nella quale collezionò una vittoria ed una sconfitta contro l'Ucraina.

## Statistiche

### Tornei minori

#### Singolare

##### Vittorie (3)
| Legenda tornei minori |
| Challenger (0)        |
| Futures (3)           |

| Numero | Data            | Torneo                              | Superficie    | Avversario in finale | Punteggio |
| 1.     | 11 gennaio 2010 | AEGON Pro Series Glasgow, Glasgow   | Cemento (i)   | Jamie Baker          | 6-4, 6-4  |
| 2.     | 28 marzo 2011   | Trofeo Montanstahl, Lugano          | Sintetico (i) | Peter Torebko        | 6-3, 6-4  |
| 3.     | 25 luglio 2011  | AEGON Pro Series Chiswick, Chiswick | Cemento       | Benjamin Mitchell    | 7-5, 6-1  |

#### Doppio

##### Vittorie (23)
| Legenda tornei minori |
| Challenger (1)        |
| Futures (22)          |

| Numero | Data              | Torneo                                        | Superficie    | Compagno            | Avversari in finale                   | Punteggio            |
| 1.     | 12 marzo 2007     | Israel Ramat HaSharon Futures, Ramat HaSharon | Cemento       | Amit Inbar          | Roman Vögeli Alexander Satschko       | 7-5, 6-2             |
| 2.     | 6 agosto 2007     | AEGON Pro Series Wrexham, Wrexham             | Cemento       | Pierrick Ysern      | Edward Corrie Tom Rushby              | 6-1, 6-2             |
| 3.     | 11 febbraio 2008  | Croazia Zagreb Futures, Zagabria              | Cemento (i)   | Mait Kunnap         | Pierre-Ludovic Duclos Denis Macukevič | 2-6, 7-5, [10-8]     |
| 4.     | 3 marzo 2008      | Future Tivoli Lagos, Lagos                    | Cemento       | Carsten Ball        | Neil Bamford Josh Goodall             | 6-2, 6-4             |
| 5.     | 12 gennaio 2009   | AEGON Pro Series Glasgow, Glasgow             | Cemento (i)   | Jamie Baker         | Romain Jouan Pierrick Ysern           | 7-5, 6-0             |
| 6.     | 27 luglio 2009    | AEGON Pro Series Ilkley, Ilkley               | Erba          | Martin Fischer      | Sadik Kadir Purav Raja                | 7-5, 3-6, [10-6]     |
| 7.     | 31 agosto 2009    | India New Delhi Futures, Nuova Delhi          | Cemento       | Rohan Gajjar        | Ashutosh Singh Vishnu Vardhan         | 7–6(6), 7–6(3)       |
| 8.     | 7 settembre 2009  | AEGON Pro Series Wrexham, Wrexham             | Cemento       | Dominic Inglot      | Andrew Anderson Colin O'Brien         | 3-6, 6-3, [10-6]     |
| 9.     | 14 settembre 2009 | Great Britain Nottingham Futures, Nottingham  | Cemento       | Dominic Inglot      | Josh Goodall Matthew Illingworth      | 6-3, 6-4             |
| 10.    | 19 ottobre 2009   | Great Britain Glasgow Futures, Glasgow        | Cemento (i)   | Dominic Inglot      | Daniel Cox Uladzimir Ihnacik          | 6-0, 7–6(5)          |
| 11.    | 11 gennaio 2010   | AEGON Pro Series Glasgow, Glasgow             | Cemento (i)   | Dominic Inglot      | Olivier Charroin Alexandre Renard     | 4-6, 6-3, [10-2]     |
| 12.    | 22 febbraio 2010  | Sarajevo Open II, Sarajevo                    | Sintetico (i) | Dominic Inglot      | James McGee Colin O'Brien             | Walkover             |
| 13.    | 10 gennaio 2011   | AEGON Pro Series Glasgow, Glasgow             | Cemento (i)   | Alexander Slabinsky | Harri Heliövaara Juho Paukku          | 6(3)–7, 6-1, [10-2]  |
| 14.    | 17 gennaio 2011   | AEGON Pro Series Sheffield, Sheffield         | Cemento (i)   | Josh Goodall        | Olivier Charroin Vincent Stouff       | 6-1, 6-4             |
| 15.    | 7 marzo 2011      | AEGON Pro Series Tipton, Tipton               | Cemento (i)   | Josh Goodall        | Miles Bugby Marcus Willis             | 6-2, 6-2             |
| 16.    | 14 marzo 2011     | AEGON Pro Series Bath Futures, Bath           | Cemento (i)   | Josh Goodall        | Michael Lammer Alexander Sadecky      | 6-3, 6-2             |
| 17.    | 27 giugno 2011    | AEGON Pro Series Manchester, Manchester       | Erba          | Josh Goodall        | Malek Jaziri Albano Olivetti          | 6-4, 7–6(3)          |
| 18.    | 19 settembre 2011 | Costa Mesa Pro Classic, Costa Mesa            | Cemento       | Neal Skupski        | Daniel Cox Adam Hubble                | 6-3, 6-3             |
| 19.    | 10 ottobre 2011   | Austin Hill Country Classic, Austin           | Cemento       | Edward Corrie       | Benjamin Rogers John-Patrick Smith    | 7–6(6), 6-2          |
| 20.    | 9 gennaio 2012    | AEGON Pro Series Glasgow, Glasgow             | Cemento (i)   | Dominic Inglot      | David Rice Sean Thornley              | 7-5, 6-2             |
| 21.    | 16 gennaio 2012   | AEGON Pro Series Sheffield, Sheffield         | Cemento (i)   | Dominic Inglot      | David Rice Sean Thornley              | 6-3, 7-5             |
| 22.    | 6 febbraio 2012   | Challenger of Dallas, Dallas                  | Cemento (i)   | Dominic Inglot      | Nicholas Monroe Jack Sock             | 6(6)–7, 6-4, [19-17] |
| 23.    | 5 marzo 2012      | AEGON Pro Series Tipton, Tipton               | Cemento (i)   | Dominic Inglot      | David Rice Sean Thornley              | 6-3, 6-4             |